# Armin Garnreiter
Armin Garnreiter (Burghausen, RFA, 24 de julio de 1958) es un deportista alemán que compitió para la RFA en tiro con arco, en la modalidad de arco recurvo. Ganó una medalla de plata en el Campeonato Mundial de Tiro con Arco al Aire Libre de 1979, en la prueba por equipo.

## Palmarés internacional
| Campeonato Mundial al Aire Libre | Campeonato Mundial al Aire Libre | Campeonato Mundial al Aire Libre | Campeonato Mundial al Aire Libre |
| Año                              | Lugar                            | Medalla                          | Prueba                           |
| -------------------------------- | -------------------------------- | -------------------------------- | -------------------------------- |
| 1979                             | Berlín Occidental (RFA)          | Medalla de plata                 | Equipo                           |